# NKイスクラ・ブゴイノ
NKイスクラ・ブゴイノ（NK Iskra Bugojno）は、ボスニア・ヘルツェゴビナのボスニア・ヘルツェゴビナ連邦中央ボスニア県ブゴイノをホームタウンとするサッカークラブである。

## 歴史
1919年夏にブゴイノで最初のサッカークラブであるNKヴルバス (Nogometni klub Vrbas) が創設された。1923年にアヒル (Ahil)、1935年にグラジャンスキ (Građanski)、1937年にスロガ (Sloga) に改称されたが、1941年に第二次世界大戦の影響で活動を停止した。
終戦後にブゴイノで新しいクラブを創設する動きが起こり、1946年2月26日に開催された創設総会でNKイェディンストヴォ (Jedinstvo) の創設が決定された。1年後に市当局の提案に従う形で、イスクラ (Iskra) と呼ばれ、1944年9月のブゴイノ解放に参加した第7クライシュカ・プロレテル旅団第4大隊に敬意を表してイスクラに改称された。
1959年に1953年創設のNKラドニチュキ (Radnički) と合併してNKブゴイノ (Bugojno) に改称されたが、すぐにイスクラの名前が復活した。
1983-84シーズンにユーゴスラビア・ドルガ・リーガ・西地域で優勝してユーゴスラビア・プルヴァ・リーガに昇格した。
1984-85シーズンにミトローパ・カップで優勝した。
1994-95シーズンにイスクラ・ブゴイノとルカヴァツ、FKサラエヴォ、ヴルバニュシャ・サラエヴォ、ボスナ・ヴィソコ、ルダル・カカニの6チームが参加した全国選手権のヤブラニツァのグループに出場したが
、最下位に終わり、ゼニツァで開催された決勝進出を逃した。
2016年にクラブ創設70周年を迎えた。

## 獲得タイトル

### 国内タイトル
- ユーゴスラビア・ドルガ・リーガ：1回
  - 1983-84

- ドルガ・リーガFBiH：2回
  - 2006-07, 2016-17

### 国際タイトル
- ミトローパ・カップ：1回
  - 1984-85

## 欧州の成績
| シーズン | 大会               | ラウンド                 | 対戦相手                                       | ホーム | アウェー | 合計 |  |
| -------- | ------------------ | ------------------------ | ---------------------------------------------- | ------ | -------- | ---- |  |
| 1984-85  | ミトローパ・カップ |                          | ベーケーシュチャバ・エレーレ・シュパルタツシュ | 4-0    | 1-1      | 1位  |  |
| 1984-85  | ミトローパ・カップ | アタランタBC             | 2-0                                            | 0-1    |          | 1位  |  |
| 1984-85  | ミトローパ・カップ | FCバニーク・オストラヴァ | 1-0                                            | 1-1    |          | 1位  |  |